# Ван Акен, Йост
Йост Мауритс ван Акен (нидерл. Joost Maurits van Aken; родился 13 мая 1994, Харлем, Нидерланды) — нидерландский футболист, защитник.

## Клубная карьера
Ван Акен начал профессиональную карьеру в клубе «Херенвен». 16 февраля 2014 в поединке против столичного «Аякса» он дебютировал в Эредивизи. 18 октября в поединке против «Гоу Эхед Иглз» Йост забил свой первый гол за «Херенвен». Летом 2017 года ван Акен перешёл в английский «Шеффилд Уэнсдей», подписал контракт на 4 года. 9 сентября в матче против «Ноттингем Форест» он дебютировал в Чемпионшипе. 
Летом 2019 года ван Акен в поисках игровой практики перешёл в немецкий «Оснабрюк». В матче против «Дармштадт 98» он дебютировал во Второй Бундеслиге. 1 сентября в поединке против «Карлсруэ» Йост забил свой первый гол за «Оснабрюк». Летом 2020 года он вернулся в «Шеффилд Уэнстдей».